# Rajon Ternopil
Der Rajon Ternopil (ukrainisch Тернопільський район/Ternopilskyj rajon) ist ein ukrainischer Rajon in der Oblast Ternopil. Der Verwaltungssitz des Rajon ist die namensgebende Stadt Ternopil.

Flagge des Rajons

## Geographie
Der Rajon liegt in der Mitte der Oblast Ternopil, er grenzt im Nordosten an den Rajon Kremenez, im Osten an den Rajon Chmelnyzkyj (in der Oblast Chmelnyzkyj), im Süden an den Rajon Tschortkiw, im Südwesten an den Rajon Iwano-Frankiwsk (in der Oblast Iwano-Frankiwsk), im Westen an den Rajon Lwiw (in der Oblast Lwiw) sowie im Nordwesten an den Rajon Solotschiw (Oblast Lwiw).
Das Gebiet liegt im Podolischen Hochland und wird von den Flüssen Seret, Hnisna (Гнізна) und deren Nebenflüssen durchströmt.

## Geschichte
Der Rajon wurde am 8. Dezember 1966 per Ukas gegründet, dabei wurden Teile der Gebiete der aufgelösten Rajon Welyki Birki, Welykyj Hlybotschok, Kosliw und Mykulynzi zusammengelegt. Seit 1991 ist er Teil der heutigen Ukraine.
Am 17. Juli 2020 kam es im Zuge einer großen Rajonsreform zur Auflösung des alten Rajons und einer Neugründung unter Vergrößerung des Rajonsgebietes um die Gebiete der Rajone Bereschany, Kosowa, Laniwzi (kleine Teile im Südwesten), Pidwolotschysk, Pidhajzi, Sbarasch (südliche Teile), Sboriw und Terebowlja sowie der bis dahinter unter Oblastverwaltung stehenden Städte Bereschany und Ternopil.

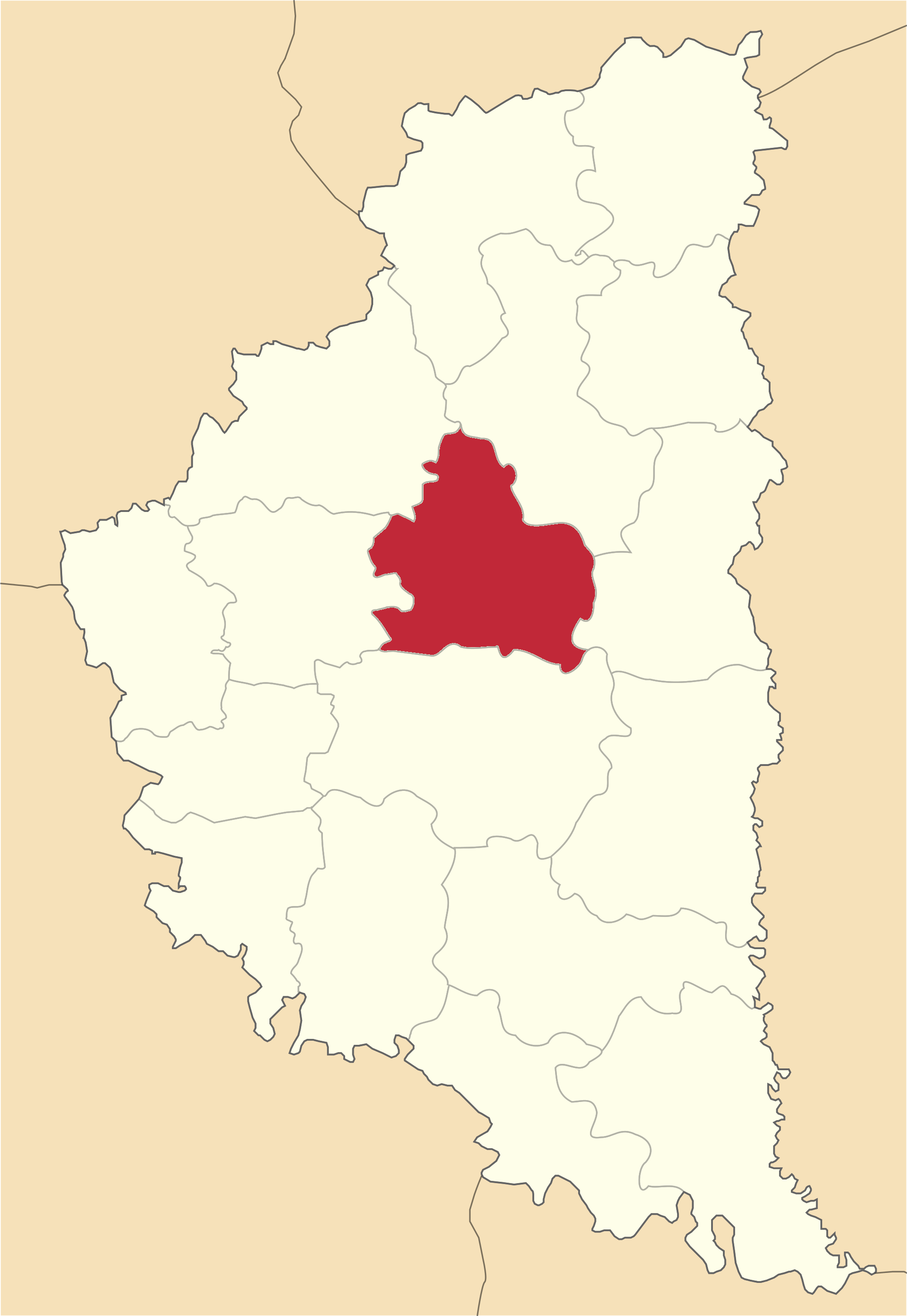
Rajonsgebiet bis Juli 2020
Rajonsgebiet ab Juli 2020

## Administrative Gliederung
Auf kommunaler Ebene ist der Rajon in 25 Hromadas (7 Stadtgemeinden, 7 Siedlungsgemeinden und 11 Landgemeinden) unterteilt, denen jeweils einzelne Ortschaften untergeordnet sind.
Zum Verwaltungsgebiet gehören:
- 7 Städte
- 8 Siedlungen städtischen Typs
- 477 Dörfer

Die Hromadas sind im Einzelnen:
- Stadtgemeinde Bereschany
- Stadtgemeinde Pidhajzi
- Stadtgemeinde Sbarasch
- Stadtgemeinde Sboriw
- Stadtgemeinde Skalat
- Stadtgemeinde Terebowlja
- Stadtgemeinde Ternopil
- Siedlungsgemeinde Kosliw
- Siedlungsgemeinde Kosowa
- Siedlungsgemeinde Mykulynzi
- Siedlungsgemeinde Pidwolotschysk
- Siedlungsgemeinde Saliszi
- Siedlungsgemeinde Welyka Beresowyzja
- Siedlungsgemeinde Welyki Birky
- Landgemeinde Bajkiwzi
- Landgemeinde Bila
- Landgemeinde Iwaniwka
- Landgemeinde Kuptschynzi
- Landgemeinde Narajiw
- Landgemeinde Oserna
- Landgemeinde Pidhorodne
- Landgemeinde Sarantschuky
- Landgemeinde Skoryky
- Landgemeinde Solotnyky
- Landgemeinde Welyki Haji

Zuvor waren es 2 Siedlungsratsgemeinden, 15 Landratsgemeinden und 4 Landgemeinden, denen jeweils einzelne Ortschaften untergeordnet waren.
Zum Verwaltungsgebiet gehörten:
- 2 Siedlungen städtischen Typs
- 56 Dörfer

### Siedlungen städtischen Typs
| Siedlungen städtischen Typs | Siedlungen städtischen Typs | Siedlungen städtischen Typs              | Siedlungen städtischen Typs |
| Name                        | Name                        | Name                                     | Name                        |
| ukrainisch transkribiert    | ukrainisch                  | russisch                                 | polnisch                    |
| --------------------------- | --------------------------- | ---------------------------------------- | --------------------------- |
| Welyka Beresowyzja          | Велика Березовиця           | Великая Березовица (Welikaja Beresowiza) | Berezowica Wielka           |
| Welyki Birky                | Великі Бірки                | Великие Борки (Welikije Borki)           | Borki Wielkie               |

Das Dorf Welykyj Hlybotschok war zwischen 1985 und 1989 ebenfalls eine Siedlung städtischen Typs, wurde aber wieder zu einem Dorf herabgestuft.

### Dörfer
| Dörfer                        | Dörfer             | Dörfer                                        | Dörfer                  | Dörfer                 |
| Name                          | Name               | Name                                          | Name                    | Gemeindezuordnung      |
| ukrainisch transkribiert      | ukrainisch         | russisch                                      | polnisch                | Gemeindezuordnung      |
| ----------------------------- | ------------------ | --------------------------------------------- | ----------------------- | ---------------------- |
| Anheliwka                     | Ангелівка          | Ангеловка (Angelowka)                         | Anielówka               | Romaniwka              |
| Bajkiwzi                      | Байківці           | Байковцы (Baikowzy)                           | Bajkowce                | Bajkiwzi               |
| Baworiw                       | Баворів            | Баворов (Baworow)                             | Baworów                 | Welyki Haji            |
| Bila                          | Біла               | Белая (Belaja)                                | Biała                   | Bila                   |
| Biloskirka                    | Білоскірка         | Белоскирка (Beloskirka)                       | Białoskórka             | Welyki Haji            |
| Buzniw                        | Буцнів             | Буцнев (Buznew)                               | Bucniów                 | Buzniw                 |
| Chatky                        | Хатки              | Хатки (Chatki)                                | Chatki                  | Welyka Luka            |
| Domamorytsch                  | Домаморич          | Домаморич (Domamoritsch)                      | Domamorycz              | Domamorytsch           |
| Dowschanka                    | Довжанка           | Должанка (Dolschanka)                         | Dołżanka                | Dowschanka             |
| Drahaniwka                    | Драганівка         | Драгановка (Draganowka)                       | Draganówka              | Drahaniwka             |
| Dubiwzi                       | Дубівці            | Дубовцы (Dubowzy)                             | Dubowce                 | Bajkiwzi               |
| Dytschkiw                     | Дичків             | Дичков (Ditschkow)                            | Dyczków                 | Welyki Haji            |
| Haji-Hretschynski             | Гаї-Гречинські     | Гаи-Гречинские (Gai-Gretschinskije)           | Gaj Czumak              | Bajkiwzi               |
| Haji-Schewtschenkiwski        | Гаї-Шевченківські  | Гаи-Шевченковские (Gai-Schewtschenkowskije)   | Gaje Małe               | Haji-Schewtschenkiwski |
| Hrabowez                      | Грабовець          | Грабовец (Grabowez)                           | Grabowiec               | Welyki Haji            |
| Ihrowyzja                     | Ігровиця           | Игровица (Igrowiza)                           | Ihrowica                | Bila                   |
| Iwatschiw Dolischnij          | Івачів Долішній    | Ивачев Долишний (Iwatschew Dolischni)         | Iwaczów Dolny           | Bila                   |
| Iwatschiw Horischnij          | Івачів Горішній    | Ивачев Горишний (Iwatschew Gorischni)         | Iwaczów Górny           | Bila                   |
| Jossypiwka                    | Йосипівка          | Йосиповка (Jossipowka)                        | Józefówka               | Nastassiw              |
| Kosiwka                       | Козівка            | Козовка (Kosowka)                             | Kozówka                 | Welyki Haji            |
| Kostjantyniwka                | Костянтинівка      | Константиновка (Konstantinowka)               | Konstantynówka          | Malyj Chodatschkiw     |
| Krassiwka                     | Красівка           | Красовка (Krassowka)                          | Krasówka                | Welyki Haji            |
| Kurnyky                       | Курники            | Курники (Kurniki)                             | Kurniki Szlachcinieckie | Bajkiwzi               |
| Kypjatschka                   | Кип'ячка           | Кипячка (Kipjatschka)                         | Kipiaczka               | Welyka Beresowyzja     |
| Losowa                        | Лозова             | Лозовая (Losowaja)                            | Łozowa                  | Bajkiwzi               |
| Lutschka                      | Лучка              | Лучка                                         | Łuczka                  | Myroljubiwka           |
| Malyj Chodatschkiw            | Малий Ходачків     | Малый Ходачков (Maly Chodatschkow)            | Chodaczków Mały         | Malyj Chodatschkiw     |
| Marjaniwka                    | Мар'янівка         | Марьяновка (Marjanowka)                       | Marjanka                | Nastassiw              |
| Myroljubiwka                  | Миролюбівка        | Миролюбовка (Miroljubowka)                    | Czartorja, Czartorya    | Myroljubiwka           |
| Myschkowytschi                | Мишковичі          | Мышковичи (Myschkowitschi)                    | Myszkowice              | Myschkowytschi         |
| Nastassiw                     | Настасів           | Настасов (Nastassow)                          | Nastasów                | Nastassiw              |
| Ostriw                        | Острів             | Остров (Ostrow)                               | Ostrów                  | Ostriw                 |
| Petrykiw                      | Петриків           | Петриков (Petrikow)                           | Petryków                | Petrykiw               |
| Pidhorodne                    | Підгородне         | Подгородное (Podgorodnoje)                    | Janówka                 | Pidhorodne             |
| Plotytscha                    | Плотича            | Плотыча                                       | Płotycz                 | Bila                   |
| Potschapynzi                  | Почапинці          | Почапинцы (Potschapinzy)                      | Poczapińce              | Potschapynzi           |
| Proschowa                     | Прошова            | Прошова                                       | Proszowa                | Welyki Haji            |
| Romaniwka                     | Романівка          | Романовка (Romanowka)                         | Romanówka               | Romaniwka              |
| Sabojky                       | Забойки            | Забойки (Saboiki)                             | Zabojki                 | Potschapynzi           |
| Sastawje                      | Застав'є           | Заставье                                      | Zastawie                | Welyki Haji            |
| Sastinka                      | Застінка           | Застенка (Sastenka)                           | Zaścianka               | Welyki Haji            |
| Schljachtynzi                 | Шляхтинці          | Шляхтинцы (Schljachtinzy)                     | Szlachcińce             | Bajkiwzi               |
| Seredynky                     | Серединки          | Серединки (Seredinki)                         | Seredynki               | Buzniw                 |
| Skomorochy                    | Скоморохи          | Скоморохи (Skomorochi)                        | Skomorochy              | Welyki Haji            |
| Smoljanka                     | Смолянка           | Смолянка                                      | Smolanka                | Welyki Haji            |
| Smykiwzi                      | Смиківці           | Смыковцы (Smykowzy)                           | Smykowce                | Smykiwzi               |
| Soborne (bis 2016 Schowtnewe) | Соборне (Жовтневе) | Соборное (Sobornoje)/Жовтневое (Schowtnewoje) | Czernielów Mazowiecki   | Tscherneliw-Ruskyj     |
| Stehnykiwzi                   | Стегниківці        | Стегниковцы (Stegnikowzy)                     | Stechnikowce            | Bajkiwzi               |
| Stupky                        | Ступки             | Ступки (Stupki)                               | Stupki                  | Stupky                 |
| Teofiliwka                    | Теофілівка         | Теофиловка (Teofilowka)                       | Teofilówka              | Welyki Haji            |
| Towstoluh                     | Товстолуг          | Толстолуг (Tolstolug)                         | Toustoług               | Welyki Haji            |
| Tscherneliw-Ruskyj            | Чернелів-Руський   | Чернелев-Русский (Tschernelew-Russki)         | Czernielów Ruski        | Tscherneliw-Ruskyj     |
| Tschystyliw                   | Чистилів           | Чистилов (Tschistilow)                        | Czystyłów               | Bila                   |
| Welyka Luka                   | Велика Лука        | Великая Лука (Welikaja Luka)                  | Łuka Wielka             | Welyka Luka            |
| Welyki Haji                   | Великі Гаї         | Великие Гаи (Welikije Gai)                    | Gaje Wielkie            | Welyki Haji            |
| Welykyj Hlybotschok           | Великий Глибочок   | Великий Глубочёк (Weliki Glubotschok)         | Hłuboczek Wielki        | Bila                   |